# Ota Šmíd
Ota Šmíd (5. dubna 1871 Blovice – 18. ledna 1936 Praha) byl český právník a odborník na dopravní tarify.
Otto František Schmied se narodil 5. dubna 1871 v západočeských Blovicích okresnímu soudci Janu Františkovi a Aloisii rozené Floriánové z Domažlic.
Po studiích na Právnické fakultě Karlovo-Ferdinandovy univerzity (které úspěšně ukončil v roce 1897) se stal komisařem c. k. státních drah. V době před první světovou válkou byl tarifním inspektorem obchodní a živnostenské komory v Praze. V roce 1922 se nechal úředně přejmenovat na Otu Šmída a o šest let později se oženil s Miroslavou rozenou Zimovou.
Byl také přednostou jednoročního obchodně-dopravního kurzu pro abiturienty středních a vyšších odborných škol při obchodní akademii v Karlíně a členem správního výboru Českého obchodního muzea. Kromě toho vyučoval jako docent na Českém vysokém učení technickém dopravní tarify.
Ota Šmíd zemřel 18. ledna 1936 v Praze ve věku 64 let.

## Publikace
- Úvod do nauky o dopravě a železničních tarifech (1915)[5]